# Damianos (Samardzis)
Damianos (světským jménem: Georgiou Samardzis; * 4. dubna 1935, Athény) je řecký pravoslavný duchovní jeruzalémského patriarchátu, arcibiskup sinajský a nejvyšší představitel autonomní Sinajské pravoslavné církve.

## Život
Narodil se 4. dubna 1935 v Athénách.
Studoval na teologické fakultě Athénské univerzity, kterou dokončil roku 1959. Během studií navštěvoval přednášky z medicíny.
Sloužil v řecké armádě a roku 1961 vstoupil do monastýru Svaté Kateřiny na hoře Sinaj. Byl postřižen na monacha se jménem Damianos. O rok později byl arcibiskupem sinajským Porfyriem (Pavlinosem) rukopoložen na hierodiakona a roku 1965 na jeromonacha.
V letech 1979-1971 byl v rámci pravoslavné misie ve východní Africe.
Později byl sekretářem starců monastýru a vyučoval na střední škole Ampeteios v Káhiře. Otevřel lékařskou kliniku pro beduíny.
Roku 1973 byl zvolen arcibiskupem sinajským. Dne 23. prosince 1973 proběhla jeho biskupská chirotonie, kterou vedl jeruzalémský patriarcha Venediktos.
Jedním z jeho hlavních úkolů ve funkci sinajského arcibiskupa bylo zpřístupnit bohaté dědictví monastýru širokým kruhům vědecké obce.
V roce 2001 uspořádal slavnost u příležitosti výročí 3300 let Mojžíšova zákona a 2000 let křesťanství. Na tuto slavnost dorazil také patriarcha konstantinopolský a patriarcha alexandrijský.